# Morbidelli
La Morbidelli è stata una storica casa motociclistica ed azienda metalmeccanica italiana fondata nel 1968 a Pesaro da Giancarlo Morbidelli, industriale conosciuto sin dal 1960 per la sua attività di costruzione di macchine per la lavorazione del legno. Terminata la produzione di motociclette, l'azienda è entrata a far parte della SCM GROUP di Rimini, cui Giancarlo Morbidelli la cedette a inizio anni novanta e continua la produzione di macchine per la lavorazione del legno. Dal 2010 la produzione delle macchine per la lavorazione del legno è stata spostata presso gli stabilimenti della casa madre SCM GROUP di Rimini.
Nel 2024 i diritti del marchio nel settore motociclistico vengono acquisiti da MBP del gruppo Keeway di proprietà cinese Qianjiang Group.

## Il settore motociclistico
Già nella seconda metà degli anni sessanta, il grande successo di mercato della macchine utensili prodotte aveva dato a Giancarlo Morbidelli, esperto di motori ed ex pilota motociclistico di Regolarità, la possibilità di allestire, all'interno dell'opificio, una piccola officina meccanica destinata soddisfare le sue passioni motoristiche.
La prima realizzazione fu un kart che lo stesso Morbidelli pilotò in alcune gare minori.
Successivamente si dedicò alla trasformazione di un monocilindrico a due tempi Benelli, per il quale realizzò un nuovo gruppo termico, dotandolo di alimentazione a valvola rotante. Montato su un telaio da competizione, la special di Morbidelli partecipò ad alcune gare nella classe 60 del Trofeo Cadetti 1968, senza sfigurare. Al termine di quella stagione sportiva, Morbidelli decise di fare un salto di qualità, creando un vero e proprio reparto corse all'interno della sua azienda.

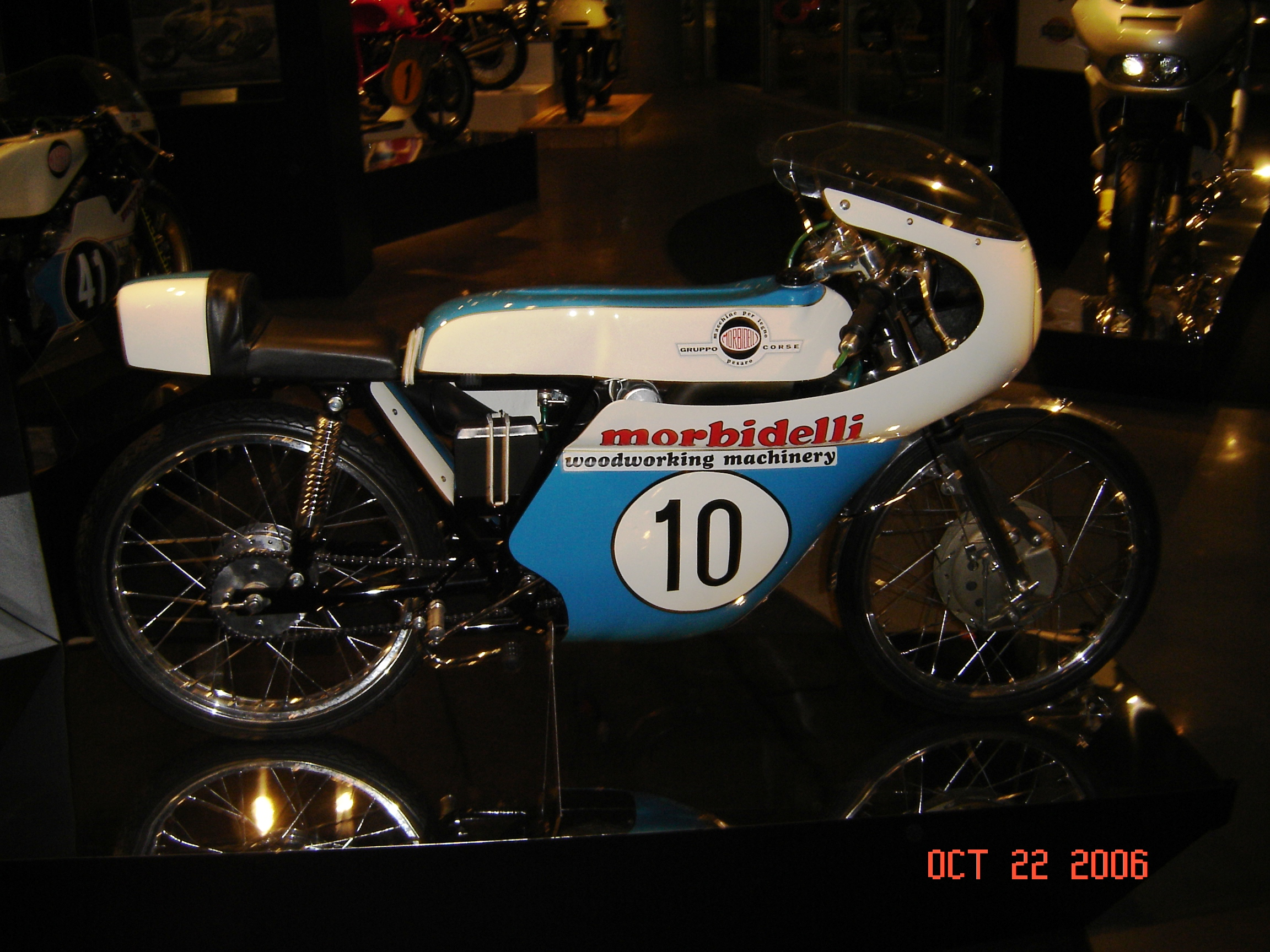
La Morbidelli 50 del 1971

Per attuare il suo piano, Morbidelli delimitò nella sua fabbrica un ambiente separato, dotato delle attrezzature necessarie, e reclutò Franco Ringhini, uno dei massimi esperti italiani di motori a due tempi, oltre che valente pilota e collaudatore, all'epoca responsabile del reparto corse Guazzoni.
La prima Morbidelli da Gran Premio, una 50 monocilindrica due tempi che fece il suo esordio sul circuito di Imola nell'aprile di quell'anno con Eugenio Lazzarini, ritirandosi. Lo stesso Lazzarini portò al debutto la nuova moto nel Motomondiale, ottenendo alla prima apparizione, ad Assen, un decimo posto, piazzamento migliorato al Sachsenring (6°), mentre al GP delle Nazioni Franco Ringhini fu settimo.
L'inverno 1969-70 vide la Morbidelli impegnata nel miglioramento della 50 e nella creazione di una 125 bicilindrica: i risultati migliori li ottenne la ottavo di litro, che con Gilberto Parlotti ottenne la prima vittoria nel Mondiale, al GP di Cecoslovacchia. Nel 1971 le Morbidelli ottennero i titoli italiani della 50 e della 125 con Ieva e Parlotti; quest'ultimo fu ottavo nel Mondiale della ottavo di litro con una vittoria, a Monza.
La stagione '72 vide il pensionamento della 50, per dedicarsi solo alla 125. Dopo un ottimo inizio, la squadra fu colpita dalla morte di Parlotti al Tourist Trophy. Dopo la morte del triestino, la stagione terminò con una girandola di piloti (Paolo Isnardi, Otello Buscherini, Silvio Grassetti, Chas Mortimer e Pier Paolo Bianchi).
Per la stagione successiva vennero ingaggiati Ángel Nieto e Fosco Giansanti. La stagione fu caratterizzata da diversi problemi tecnici che impedirono al campione spagnolo di ben figurare (mentre Giansanti fu impiegato solo in poche gare). Si vide anche (alle prove del Nazioni con Nieto) una 350 quattro cilindri due tempi.
Nel 1974 la squadra venne rivoluzionata: arrivò dalla Kreidler il tecnico tedesco Jörg Möller, mentre per quanto riguarda i piloti, in sostituzione di Nieto arrivò Ieva, rimpiazzato durante la stagione da Rolf Minhoff prima e da Paolo Pileri poi. I migliori risultati li ottenne il ternano, secondo in Cecoslovacchia nonostante un braccio rotto e una rottura del motore che lo costrinse a spingere la moto fino al traguardo.
Per il 1975 Möller ridisegnò completamente la 125. La nuova ottavo di litro ebbe come piloti Bianchi e Pileri, cui vennero dati ordini precisi: a Pileri il Mondiale, a Bianchi l'Italiano. Entrambi gli obiettivi vennero raggiunti, sebbene con delle rivalità tra i due centauri. A fine '75 Giancarlo Morbidelli si accordò con Paolo Benelli e Innocenzo Nardi-Dei per costruire delle repliche della ottavo di litro iridata, costituendo una società ad hoc, la Morbidelli-Benelli Armi.
Nel 1976 alla 125 si affiancò anche una 250 bicilindrica, che ottenne un secondo posto in Belgio con Pileri. Nella ottavo di litro il titolo venne vinto invece da Bianchi. Si vide anche una nuova 350 (derivata dalla 250): affidata al tedesco Dieter Braun ottenne come miglior risultato il secondo posto al GP di Finlandia.
Il 1977 fu quello del doppio iride per la Casa pesarese: in 125 Bianchi rivinse il titolo, mentre in 250 fu Mario Lega, chiamato in sostituzione dell'infortunato Pileri, a ottenere l'iride. Nel 1978 si abbandonò la 125, per concentrarsi su 250 e 350; la stagione fu decisamente meno fortunata di quella precedente, con Lega ottavo nel Mondiale della 250 e Pileri decimo, a causa di diversi problemi sia tecnici che interni al team.
Per la stagione '79 viene abbandonata la 350, mentre venne presentata una 500 quattro cilindri in quadrato. Il team fu sponsorizzato dal fabbricante di caschi Bieffe, mentre come unico pilota fu ingaggiato Graziano Rossi. Nella quarto di litro Rossi riuscì in diverse occasioni a battere la Kawasaki KR del sudafricano Kork Ballington, terminando al terzo posto il mondiale, mentre in 500 ottenne un nono posto al Nazioni.
Il 1980 vide la Morbidelli impegnarsi solo in 500 (le 250 vennero cedute al team Ad Maiora, ottenendo alcuni buoni risultati nel biennio 1980-81) con Giovanni Pelletier, che rimpiazzò Rossi. La mezzo litro pesarese sfoggiava ora un telaio monoscocca in alluminio, ma ottenne risultati deludenti nel Mondiale (mai a punti) e il quarto posto nel Campionato Italiano. Nella stagione '81 ritornò Rossi, ma i risultati non cambiarono, e il pesarese venne sostituito da Pelletier, che corse con la 500 anche l'anno successivo, senza alcun risultato utile (miglior piazzamento il 15º posto al GP di Francia boicottato dai piloti ufficiali).
A fine 1982 la Morbidelli decise di cessare l'attività del proprio Reparto Corse.

## Gli ultimi prodotti

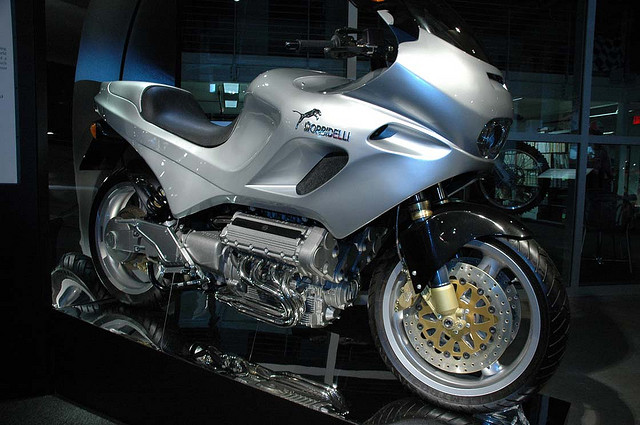
Morbidelli V8 conservata al Barber Vintage Motorsports Museum

L'ultimo prototipo Morbidelli fu un'avveniristica motocicletta da 848 cm³ dotata di un V8 e disegnata da Pininfarina nel 1992. La problematicità della costruzione e i costi di produzione e di vendita molto elevati (quattro miliardi di lire per costruire tre esemplari) impedirono la produzione in serie, ma vari esemplari sono custoditi in musei, a riprova della validità della sua progettazione.
Nel 1999 Morbidelli ha aperto nei vecchi stabilimenti un museo in cui sono raccolte oltre 350 motociclette.
Nel museo sono ospitate moto di serie e da competizione, oltre a quelle costruite da Morbidelli e vincitrici di quattro titoli mondiali piloti fra il 1975 e il 1977.

## Morbidelli - storie di uomini e di moto veloci, il film documentario
Nell'aprile del 2014 è uscito un documentario che ripercorre la storia del reparto corse, con le interviste a Giancarlo Morbidelli, Mario Lega, Pier Paolo Bianchi, Graziano Rossi, Eugenio Lazzarini, Alberto Ieva, Jorg Moeller, Franco Dionigi, Giancarlo Cecchini, Luciano Battisti, Fermino Fraternali e il capomeccanico Giancarlo Bonaventura. Il film, dal titolo Morbidelli - storie di uomini e di moto veloci, per la regia di Jeffrey Zani e Matthew Gonzales, è stato proiettato in Italia durante il Bellaria Film Festival 2014, l'Overtime Festival 2015 di Macerata e lo Sport Film Festival 2015 di Palermo. All'estero è stato parte delle rassegne Cine Meccanica (New York, Stati Uniti) e Cinema Sobre 2 Rodes (Barcellona, Spagna), oltre che dell'edizione 2015 del Motorcycle Film Festival di New York. Ospita un selezionato repertorio di fotografie d'epoca e una serie di filmati storici che include alcune competizioni svolte a Pesaro negli anni Cinquanta, il Tourist Trophy del 1972 e le stagioni 1977 e 1978 del motomondiale. 

## Albo d'oro della Morbidelli

### Motomondiale
Motomondiale 1975
- Campionato Conduttori - Classe 125 - Paolo Pileri
- Titolo Costruttori - Classe 125

Motomondiale 1976
- Campionato Conduttori - Classe 125 - Pier Paolo Bianchi
- Titolo Costruttori - Classe 125

Motomondiale 1977
- Campionato Conduttori - Classe 250 - Mario Lega
- Campionato Conduttori - Classe 125 - Pier Paolo Bianchi
- Titolo Costruttori - Classe 125

### Campionato Italiano Velocità
Campionato Italiano Velocità 1971
- Classe 50 - Alberto Ieva
- Classe 125 - Gilberto Parlotti

Campionato Italiano Velocità 1975
- Classe 125 - Pier Paolo Bianchi

Campionato Italiano Velocità 1976
- Classe 125 - Pier Paolo Bianchi

Campionato Italiano Velocità 1977
- Classe 125 - Eugenio Lazzarini

Campionato Italiano Velocità 1978
- Classe 125 - Maurizio Massimiani
- Classe 250 - Paolo Pileri